# Stanisław Sobocki
Stanisław Sobocki (ur. 10 listopada 1927 w Włodzimierzu Wołyńskim, zm. 21 sierpnia 2020 w Jarosławiu) – polski chirurg, doc. dr hab., Honorowy Obywatel Jarosławia

## Życiorys
Obronił pracę doktorską, następnie uzyskał stopień doktora habilitowanego. Był wiceprzewodniczącym w Radzie Miasta Jarosławia, honorowym członkiem Towarzystwa Przyjaciół Nauk im. Kazimierza Marii Osińskiego w Przemyślu i honorowym Obywatelem Miasta Jarosławia.
Zmarł 21 sierpnia 2020 w Jarosławiu. Został pochowany w grobowcu rodzinnym na Starym Cmentarzu w Jarosławiu.